# 1798
1798. је била проста година.

## Догађаји

### Фебруар
- 20. фебруар — Француски маршал Луј Александар Бертје је збацио са трона папу Пија VI.

### Мај
- 19. мај — Наполеон из Тулона са војском кренуо у Египат (Француска окупација Египта)

### Децембар
- Википедија:Непознат датум — мај - септембар – Ирски устанак 1798.

### Јун
- 12. јун — У походу на Египат Наполеон Бонапарта је заузео острво Малту.

### Јул
- 1. јул — Француска војска се искрцала у Египту
- 2. јул — Француска војска под командом Наполеона Бонапарте је заузела Александрију.
- 17. јул — Битка код Хебреиса
- 21. јул — Наполеон Бонапарта после победе у бици код пирамида завладао Египтом.

### Август
- 1. август — Британска флота адмирала Хорација Нелсона уништила је француску флоту у бици код Абукира.

### Октобар
- 22. октобар — У Каиру подигнут устанак против француске окупације.

## Рођења

### Јануар
- 19. јануар — Огист Конт, француски социолог (†1857)

### Април
- 26. април — Ежен Делакроа, француски сликар (†1863)

### Август
- 2. октобар — Карло Алберт, краљ Пијемонта-Сардиније (†1849)

## Смрти

### Фебруар
- 12. фебруар — Станислав II Август Поњатовски, краљ Пољске и велики кнез Литваније

### Јун
- 24. јун — Рига од Фере, грчки песник.

### Август
- 4. децембар — Луиђи Галвани, доктор и физичар. Инструмент "Галванометар" је по њему добио име. (*1737).

### Септембар
- 21. септембар — Станко Арамбашић, Бимбаша, командант посебне Српске народне војске и један од вођа српских фрајкора у Аустријско-Турском рату.